# Yo no lloro por llorar
«Yo no lloro por llorar» es una canción grabada e interpretada por la cantante y compositora mexicana-estadounidense Ana Victoria. La canción fue escrita y producida por ella misma junto a DJ Meme y su padre el cantautor Diego Verdaguer. Fue lanzada el 14 de abril de 2012 como el primer sencillo de su segundo álbum de estudio AV.

## Video musical
El video musical oficial fue lanzado el 20 de abril de 2012 en la plataforma digital YouTube de su canal oficial. El videoclip ha recibido casi de 40 millones de vistas desde su publicación.

## Lista de canciones

### Descarga digital[4]
| Yo no lloro por llorar — Single |                          |          |  |
| N.º                             | Título                   | Duración |  |
| 1.                              | «Yo no lloro por llorar» | 3:51     |  |